# Mirzayi
 (août 2022).
 (janvier 2021).
Mirzayi est l'une des anciennes danses azerbaïdjanaises. Sa musique est très similaire à la danse Vaghzali, mais la différence est qu'elle est plus lente. Elle est incluse dans le répertoire des musiciens non seulement en Azerbaïdjan, mais aussi dans le Caucase du Sud.

## Historique
Comme son nom l'indique, il a été fondé par le maître du Karabakh Mirza en 1860-1870. Bien que plus d'un siècle se soit écoulé, cette danse n'a pas perdu de sa fraîcheur. Cette danse a toujours pris sa juste place dans les répertoires de danseurs célèbres. Bien que l'auteur ait créé la mélodie de la danse sur l'instrument ney, elle sonne également très bien. 
Elle est jouée lors de cérémonies de mariages. Dans l'opérette d'Üzeyir Hacıbəyov O olmasın, bu olsun (1911), dans la scène du mariage, le personnage principal Meshadi Ibad interprète cette danse en collectant de l'argent.
Dans la composition d'Alibaba Abdullayev, Mirzəyi est interprété par plusieurs jeunes filles avec des tasses de thé à la main.